# استرپتومایسین
استرپتومایسین (به انگلیسی: Streptomycin)
نام تجارتی: Cidan.Est
رده درمانی: پادزیست.
رده فارماکولوژیک: آمینوگلیکوزید
اشکال دارویی: آمپول ۱ گرم در ویال

## مکانیسم اثر
همه آمینوگلیکوزیدها با اتصال به ریبوزوم مانع سنتز پروتئین در باکتری می‌شوند در نتیجه اثر باکتریسیدی دارند. نفوذ این داروها به درون پوشش سلول‌های باکتریایی وابسته به اکسیژن می‌باشد و به همین دلیل بر روی بی هوازیهای مطلق اثر ناچیزی دارند. مهارکننده‌های سنتز دیواره سلولی مانند پنی سیلین‌ها انتقال آمینوگلیکوزیدها را افزایش می‌دهند.

## موارد مصرف
۱- درمان عفونت سل، بالغین: ابتدا روزانه ۱ گرم عضلانی عمقی برای دو تا سه ماه و سپس ۱ گرم ۲ تا ۳ بار در هفته، کودکان: ۲۰ میلی‌گرم به ازای هر کیلوگرم وزن بدن به صورت عضلانی در دوزهای منقسم. توجه: این دارو لازم است همراه با سایر داروهای ضد سل مصرف شود.
۲- درمان اندوکاردیت استرپتوککی، بالغین: ۱ گرم عضلانی دو بار در روز برای مدت دو هفته و سپس ۵۰۰ میلی‌گرم عضلانی دو بار در روز برای چهار هفته همراه با پنی سیلین.
۳- درمان تولارمی، بالغین: روزانه ۱ تا ۲ گرم (یک تا دو آمپول) به صورت عضلانی در دوزهای منقسم. درمان را باید برای ۵ تا ۷ روز و تا زمان قطع تب ادامه داد.
۴- درمان بروسلوز (تب مالت)، بالغین کوچکتر از۴۵ سال: ۱ گرم در روز عضلانی برای چهار هفته همراه با داکسی سیکلین، بالغین بزرگتر از ۴۵ سال: ۰٫۵ تا ۰٫۷۵ گرم در روز به صورت عضلانی.
- فارماکولوژی کاتزونگ: استرپتومایسین در درمان سل، طاعون و تولارمی به کار می‌رود، امّا به دلیل ایجاد عارضه در گوش (اتوتوکسیسیته) در صورتی که امکان استفاده از سایر داروها وجود داشته باشد، نباید از این دارو استفاده کرد.
- داروهای ژنریک ایران (دکتر پاشا): موارد مصرف استرپتومایسین سولفات عبارتند از درمان: تب مالت، شانکروئید، آندوکاردیت باکتریال ناشی از استرپتوکک، سوزاک حاد، گرانولوم مغبنی (اینگوینال)، طاعون، سل، تولارمی، عفونت ادراری ناشی از اشریشیاکلی، پروتئوس، آنتروباکتر آئروژنس، کلبسیلا پنومونیه و استرپتوکک فکالیس.

## موارد منع مصرف
- حساسیت مفرط به دارو و سایر آمینوگلیکوزیدها.

## استرپتومایسین در دوران بارداری و شیردهی
استرپتومایسین جز داروهای مضر م خطرناک در دوران بارداری است و نباید از آن استفاده کرد. (رده D) استفاده از این دارو در دوران شیردهی بلا مانع است. (مطالعات بر روی زنان نشان می‌دهد که این دارو در دوران شیردهی کمترین خطر را برای نوزاد به همراه دارد)

## عوارض جانبی
- مسمومیت شنوایی (اتوتوکسیسیتی)، مسمومیت کلیوی (نفروتوکسیسیتی)، نفریت بینابینی، دهلیز شنوایی، عصبی: سردرد، دپرسیون تنفسی.